# Problème d’agrégation spatiale

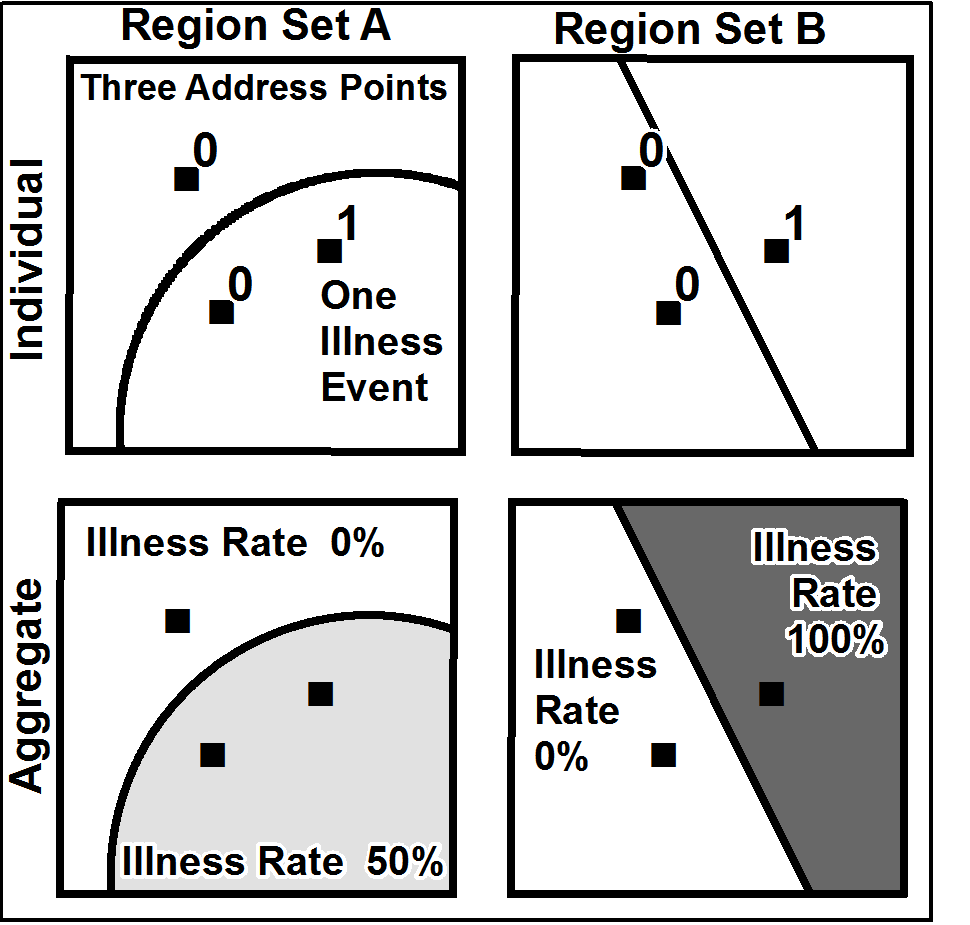
Un exemple de problème d'agrégation spatiale et de distorsion du calcul

Un problème d’agrégation spatiale (en anglais, modifiable areal unit problem ou MAUP) est une source de biais statistique qui peut affecter radicalement les résultats dans les tests d’hypothèses statistiques. Elle agit lorsque les mesures de phénomènes spatiaux (ex. la densité de population) sont agrégées par secteur. Les sommaires résultants (ex. totaux, taux, proportions) sont influencés par le choix des limites du secteur.
Par exemple, les données du recensement peuvent être agrégées par district, par secteur de recensement, par code postal ou par toute autre division spatiale. Les résultats de l'agrégation des données sont donc dépendants du choix de l'analyste pour l'une ou l'autre subdivision géographique dans son analyse. Une carte choroplèthe calculant la densité de population (aux États-Unis) utilisant les frontières des États donnera des résultats différents d'une autre basée sur les frontières des comtés. De plus, les frontières des secteurs de recensement sont susceptibles de changer dans le temps, ce qui signifie qu'un problème d'agrégation sera présent dans la comparaison des données passées et présentes.

## Background
Le problème a été découvert en 1934 et plus tard décrit en détail par Stan Openshaw, qui se plaignait de ce que « les unités spatiales (zonal objects) utilisées dans beaucoup d’études géographiques sont arbitraires, modifiables, et sujettes aux caprices et aux préférences de celui qui fait, ou a fait, l’agrégation. »

## Lectures complémentaires
- Thierry Feuillet, Etienne Cossart et Hadrien Commenges, Manuel de géographie quantitative: Concepts, outils, méthodes, Paris, Armand Colin, 2019, 240 p. (ISBN 978-2-200622-33-6)
- Noel A Cressie, « Change of support and the modifiable areal unit problem », Geographical Systems, vol. 3, nos 2–3,‎ 1996, p. 159–180
- David Holt, David Steel, Mark Tranmer et Neil Wrigley, « Aggregation and ecological effects in geographically based data », Geographical Analysis, vol. 28, no 3,‎ juillet 1996, p. 244–261 (DOI 10.1111/j.1538-4632.1996.tb00933.x, lire en ligne)
- Mark W. Horner et Alan T. Murray, « Excess commuting and the modifiable areal unit problem », Urban Studies, vol. 39, no 1,‎ janvier 2002, p. 131–139 (DOI 10.1080/00420980220099113, lire en ligne)
- Mei-Po Kwan, « The uncertain geographic context problem », Annals of the Association of American Geographers, vol. 102, no 5,‎ 2012, p. 958–968 (DOI 10.1080/00045608.2012.687349, lire en ligne)
- Carlo Menon, « The bright side of MAUP: defining new measures of industrial agglomeration », Papers in Regional Science, vol. 91, no 1,‎ mars 2012, p. 3–28 (DOI 10.1111/j.1435-5957.2011.00350.x, lire en ligne)
- David J Unwin, « GIS, spatial analysis and spatial statistics », Progress in Human Geography, vol. 20, no 4,‎ décembre 1996, p. 540–551 (DOI 10.1177/030913259602000408, lire en ligne)
- (en) David Wong, The SAGE handbook of spatial analysis, Los Angeles, Sage, 2009, 105–124 p. (ISBN 978-1-4129-1082-8, OCLC 85898184, lire en ligne), « The modifiable areal unit problem (MAUP) »
- (en) Neil Wrigley, Diffusing geography : essays for Peter Haggett, vol. 31, Oxford; Cambridge, MA, Blackwell, coll. « The Institute of British Geographers special publications series », 1995, 123–181 p. (ISBN 0-631-19534-3, OCLC 30895028), « Revisiting the modifiable areal unit problem and the ecological fallacy »
- Ming Zhang et Nishant Kukadia, « Metrics of urban form and the modifiable areal unit problem », Transportation Research Record: Journal of the Transportation Research Board, vol. 1902,‎ janvier 2005, p. 71–79 (DOI 10.3141/1902-09)